# Luigi Vacchini
Luigi Vacchini (Lodi Vecchio, 19 giugno 1883 – Ebensee, 1º aprile 1944) è stato un partigiano e vigile urbano italiano.

## Biografia
Nato a Lodi Vecchio e figlio di Francesco e di Ernesta Veneroni, cresce in un ambiente fortemente socialista e a 22 anni viene assunto nei vigili urbani di Milano.
Si sposerà poi con Ester Maria Re, con la quale avrà due figli: Francesco e Angela.
Nel 1926 vede il collega Dante Aristide Rossi venire ucciso dalle camicie nere, con i perpetratori che vengono arrestati ma poi assolti, l'evento lo porta all'allontanamento ideologico dal fascismo, ma non si iscriverà mai ad alcun partito per tutta la sua vita.

### La sua partecipazione alla Resistenza
Dopo l'Armistizio di Cassibile si unisce alla Resistenza italiana: per via della sua età elevata lo fa raccogliendo denaro per finanziare le formazioni partigiane e la sua costanza attira l'attenzione dei fascisti, così il primo marzo 1944 viene arrestato dalla legione Muti grazie alla delazione di Amedeo Brochieri, sansepolcrista, ardito di guerra e legionario fiumano.
Torturato, viene poi consegnato ai tedeschi e prima portato nel campo di Fossoli e poi, una settimana dopo la cattura, a Mauthausen, con un treno partito da Firenze: arriva nel campo l'11 di marzo e dopo la quarantena il suo gruppo viene portato nel campo satellite di Ebensee.
Muore il primo aprile 1944, dopo essere stato assegnato agli scavi di pietra, stroncato dagli sforzi impostigli.

## Commemorazione
Venne seppellito nel campo stesso, dove oggi c'è un monumento in ricordo di tutti i deportati. In piazza Cesare Beccaria a Milano vi è una pietra d'inciampo dedicatagli, posta il 25 gennaio 2019 alla presenza della vicesindaca Anna Scavuzzo, della senatrice a vita Liliana Segre, dell'artista tedesco Gunter Demnig e del capo della polizia locale Marco Ciacci.